# Ryszard Świerad
Ryszard Świerad (Wałbrzych, 9 agosto 1955 – Spała, 3 agosto 2011) è stato un lottatore e allenatore di lotta polacco, specializzato nella lotta greco-romana.

## Biografia
La sua squadra di club è stata il Wisloka di Debica. Dal 1999 è stato allenato dall'ex lottatore Czeslaw Korzen.
Ha rappresentato la nazionale polacca a diverse edizioni dei campionati europei e mondiali dal 1973 a 1983. Si è laureato campione europeo a Göteborg 1981 e campione iridato ai mondiali di Katowice 1982.
Dopo il ritiro dall'attività agonistica, è diventato allenatore, allenando tra gli altri lo svedese Jimmy Samuelsson, campione del mondo a Mosca 2002.

## Palmarès
- Mondiali

Teheran 1973: argento nella lotta greco-romana 62 kg;
Oslo 1981: argento nella lotta greco-romana 62 kg;
Katowice 1982: oro nella lotta greco-romana 62 kg;
- Campionato europeo

Prievidza 1980: argento nella lotta greco-romana 62 kg;
Göteborg 1981: oro nella lotta greco-romana 62 kg;